# Rak bishvilo
«Rak bishvilo» (укр. «Тільки для нього») — пісня ізраїльської співачки Моран Мазор, з якою вона представлятиме Ізраїль на пісенному конкурсі Євробачення 2013 в Мальме. Пісня була виконана 16 травня в другому півфіналі, але до фіналу не пройшла.